# Порт Таунсънд
Порт Таунсънд (на английски: Port Townsend) е град в окръг Джеферсън, щата Вашингтон, САЩ. Порт Таунсънд е с население от 8334 жители (2000) и обща площ от 24,5 km². Намира се на 40 m надморска височина. ЗИП кодът му е 98368, а телефонният му код е 360.